# Rubus surrejanus
Rubus surrejanus är en rosväxtart som beskrevs av William Paul Crillon Barton och Riddelsdell. Rubus surrejanus ingår i släktet rubusar, och familjen rosväxter. Utöver nominatformen finns också underarten R. s. wealdensis.